# Chiodo fisso
Chiodo fisso è un singolo del gruppo musicale italiano Eugenio in Via Di Gioia, pubblicato il 7 aprile 2017.
Entra in rotazione radiofonica nel marzo 2018.

## Tracce
1. Chiodo fisso – 2:59

## Video musicale
Il videoclip del brano è stato pubblicato contestualmente all'uscita del singolo sul canale YouTube del gruppo. Le animazioni video sono state realizzate dal Dipartimento animazione della sede torinese del Centro sperimentale di cinematografia, con il contributo della Regione Piemonte.